# Sunrise Festival (album)
Sunrise Festival is een muziekalbum van de Britse band Ozric Tentacles. Het album is de registratie van het concert dat de Ozrics gaven op 1 juni 2007 in Bearly, Somerset in het kader van het Sunrise Celebration Festival aldaar. De naam van het festival geeft de juiste sfeer aan van het festival, de bandleden en de muziek; het is een festival ter ere van de Vrijheid in al haar gedaanten. De muziek van de Ozrics past daar in. Men heeft een basis waarop men improviseert en zo lopen korte composities regelmatig uit op bijna eindeloze tracks zonder een eind in zicht. De muziek loopt uiteen van spacerock met harde beat, psychedelische rock tot reggaeachtige rock. De muziek is daarbij qua dynamiek bijna altijd heftig, maar veel lichtvoetiger dan bij metal. Men zit daarbij tussen Gong en Hawkwind in. Ed Wynne’s gitaarspel doet denken aan dat van Steve Hillage.
De muziek is dan op improvisatie gebaseerd; de omstandigheden tijdens het concert noopten ook tot improvisatie. Ed legt uit het in het begeleidende boekje, dat microfoons nog niet aangesloten waren, monitoren (bij Brandi) ontbraken soms. Na het optreden moesten Joie en Merv zich haasten; zij traden daarna op met Eat Static, een zijproject in het trancegenre met de twee leden van de Ozrics. De leden hadden geluk voor wat betreft de plaats van het concert, de band is woonachtig in Somerset.
Het album komt in boekvorm met een cd en dvd.

## Musici
- Ed Wynne – gitaar en keyboards
- Joie Hinton– keyboards
- Brandi Wynne – basgitaar
- Merv Pepler – slagwerk

## Muziek
| Nr. | Titel                       | Duur  |
| --- | --------------------------- | ----- |
| 1.  | ...Blimey                   | 3:20  |
| 2.  | O-I                         | 3:46  |
| 3.  | Vita room                   | 4:41  |
| 4.  | Jurrasic shift              | 13:00 |
| 5.  | Sunrise jam                 | 8:35  |
| 6.  | Erpland                     | 6:14  |
| 7.  | The throbbe (alleen op dvd) |       |
| 8.  | Snakepit                    | 4:47  |
| 9.  | Eternal wheel               | 10:31 |
| 10. | White rhino tea             | 6:45  |
| 11. | Tidal convergence           | 10:22 |